# グッドバイ〜嘘からはじまる人生喜劇〜
『グッドバイ〜嘘からはじまる人生喜劇〜』（グッドバイ うそからはじまるじんせいきげき）は、2019年制作・2020年公開の日本のコメディ映画。主演は大泉洋。
太宰治の未完の遺作『グッド・バイ』を独自の視点で解釈したケラリーノ・サンドロヴィッチ作の舞台劇の映画化。舞台版でヒロインを演じた小池栄子が同じ役で出演している。

## あらすじ
舞台は終戦直後。文芸雑誌の編集長・田島周二は優柔不断なダメンズながら、なぜか女にめっぽうモテるため、何人もの愛人を抱えていた。しかしある日、彼はそんな生き方を改め、愛人たちと別れることを決意する。だが、優柔不断な性格が災いして、なかなか別れを切り出すことが出来ないでいた。
そんな彼に、親友がある提案をする。それは1人の女性を偽の妻に仕立て上げ、妻に愛人の存在がばれたことにして別れを告げるというものだった。田島は金にがめつい担ぎ屋の永井キヌ子を偽の妻として雇う。キヌ子が泥だらけの顔を洗うと、誰もが振り返るほどの美女になった。
こうして田島は愛人と別れるため、キヌ子は金のために偽夫婦を演じることになる。

## キャスト
- 田島周二：大泉洋
- 永井キヌ子：小池栄子
- 大櫛加代：水川あさみ
- 水原ケイ子：橋本愛
- 青木保子：緒川たまき
- 田島静江：木村多江
- 水原健一：皆川猿時
- 採石場の親方：田中要次
- デザイナー：池谷のぶえ
- 佳乃：犬山イヌコ
- 闇市のブローカー：水澤紳吾
- 易者：戸田恵子
- 清川伸彦：濱田岳
- 漆山連行：松重豊
- 野口：曽世海司
- 坂田亘、今藤洋子、田鍋謙一郎、坂田直貴、森下じんせい、海老瀬はな、ブルボンヌ、Velo武田、笠原竜司 ほか

## スタッフ
- 原作：ケラリーノ・サンドロヴィッチ（太宰治『グッド・バイ』より）
- 監督：成島出
- 脚本：奥寺佐渡子
- 音楽：安川午朗
- 撮影：相馬大輔
- 照明：佐藤浩太
- 美術：西村貴志
- 録音：松本昇和
- 編集：今井剛
- 装飾：湯澤幸夫、相田敏春
- 衣装：宮本茉莉
- ヘアメイク：田中マリ子
- スクリプター：長坂由起子
- 助監督：谷口正行
- ラインプロデューサー：小松次郎、山田彰久
- 製作担当：根津文紀
- VFX：浅野秀二
- 音楽プロデューサー：津島玄一（東映音楽出版）
- 音響効果：岡瀬晶彦
- 特殊メイク：中田彰輝
- スタントコーディネーター：田渕景也（補佐：江澤大樹）
- ラボ：IMAGICA Lab.
- スタジオ：東映東京撮影所
- 製作総指揮：木下直哉
- プロデューサー：武部由美子、池田史嗣
- 共同プロデューサー：稲垣竜一郎
- 配給：キノフィルムズ
- 制作プロダクション：キノフィルムズ、松竹撮影所
- 製作：木下グループ、「グッドバイ」フィルムパートナーズ